# Grande rivière Salmon
Pour les articles homonymes, voir Rivière Salmon et Salmon.
La grande rivière Salmon est une rivière du Nouveau-Brunswick. Elle se déverse dans baie de Fundy, dans une région sauvage de la province. La rivière compte plusieurs branches et prend sa source dans les collines calédoniennes. Comme son nom l'indique, elle est une rivière à saumon. Une réserve naturelle préserve la rivière et sa gorge.